# 기적의 승부사
기적의 승부사(기승사(史))는 SBS에서 2007년 11월 11일부터 2008년 6월 8일까지 매주 일요일 5시 30분에 방송된 일요일이 좋다 종영 코너 중 하나다.

## 개요
- 방송시간
  - 본방송 : SBS 일요일 오후 5시 30분 (실제 본 코너는 6시 경부터 시작)
- 출연자
  - 유재석 - 진행 MC
  - 조잘 윤서방팀
    - 윤종신 (팀장)
    - 김주희
    - 김일중
    - 박현빈

  - 칼퇴 신도령팀
    - 신정환 (팀장)
    - 정미선
    - 최정원

  - 기타 게스트 (매 주 방송 내용에 따라 다름)
    - 소녀시대
    - 빅뱅
    - 신지

## 역사
- 2007년 11월 11일에 첫방송되었을 당시 기적의 승부사로 시작하여, 연예인팀과 아나운서팀이 금메달을 놓고 벌이는 승부를 펼치는 손에 땀을 쥐게 하는 스릴만점의 형식을 선보였었다.
- 2008년 2월 10일부터 그동안 의미 없는 대결로 어필이 부족했던 기적의 승부사가 그간의 부진에 대한 극약 처방의 의미와 더불어 긍정적인 시도를 보이기 위하여 업그레이드 격인 기적의 승부사 시즌 2 (기승사2)로 명칭을 바꾸어 방송했다.
- 2008년 6월 8일 방송분을 끝으로 7개월 만에 사실상 종영했으며, 후속 코너로 패밀리가 떴다가 새로 방송했다.

## 풍류대담
기적의 승부사(기승사)의 코너인 풍류대담은 기승사의 가장 큰 비중을 두고 있는 코너로서 상대편의 질문에 정해진 단 하나의 대답만 할 수 있는 말로 상대방을 웃기는 본격 토크 배틀이다. 서로에게 대적할 단어를 정해주고 모든 대답에 그 단어로 대답해야 하며, 예를 들면 제시 단어가 바퀴벌레일 경우 "오늘 녹화 전에 메이크 업을 이분이 해주셨다면서요"라고 물어보면 바퀴벌레라고 대답해야 한다. 웃거나 대답을 못할 경우 바가지로 머리를 맞는 벌칙을 받는다.
매우 간단해 보이는 코너이지만 시청자를 두 번 웃게 만드는 재미를 가지고 있는데, 출연자는 전혀 말이 안 되는 질문에 말이 안 되는 답을 해야 하며, 먼저 상대방의 질문에 당황하는 출연자의 모습에 웃게 된다. 그리고 대결을 지켜보는 MC 유재석과 각 팀의 팀장 신정환, 윤종신은 이런 상황에 맞게 살을 덧붙여 웃음을 준다.